# Hughes megye (Oklahoma)
Hughes megye az Amerikai Egyesült Államokban, azon belül Oklahoma államban található. Megyeszékhelye és legnagyobb városa Holdenville. Lakosainak száma 13 367 fő (2020. április 1.). Hughes megye Okfuskee, Coal, McIntosh, Pittsburg, Pontotoc és Seminole megyékkel határos.

## Népesség
A megye népességének változása:
| Lakosok száma | 14 010 | 13 846 | 13 808 | 13 823 | 13 735 | 13 367 |
|               | 2010   | 2011   | 2012   | 2013   | 2015   | 2020   |